# Urrô (Penafiel)
Urrô ist ein Ort und eine ehemalige Gemeinde (Freguesia) im portugiesischen Kreis Penafiel. Die Gemeinde hatte 1157 Einwohner (Stand 30. Juni 2011).
Am 29. September 2013 wurden die Gemeinden Urrô und Guilhufe zur neuen Gemeinde Guilhufe e Urrô zusammengeschlossen.